# Skerries
Skerries (Irsk: Na Sceirí) er en irsk by i County Fingal i provinsen Leinster, i den centrale del af Republikken Irland med en befolkning (inkl. opland) på 9.535 indb i 2006 (9.149 i 2002)